# Parlamento corto
El Parlamento corto (abril-mayo de 1640) del rey Carlos I de Inglaterra recibe este nombre porque duró sólo tres semanas.
Después de gobernar durante once años personalmente, Carlos convocó al Parlamento en 1640, aconsejado por Lord Wentworth, recientemente nombrado Conde de Strafford. Esta convocatoria se debió, sobre todo, a la necesidad de dinero que financiara su lucha contra Escocia durante la Guerra de los Obispos. Como sus predecesores, el nuevo Parlamento estaba más interesado en obtener satisfacciones por las ofensas ocasionadas por la administración real que en aprobar fondos para que el rey pudiera continuar su guerra contra los Covenanters escoceses. 
John Glanville fue nombrado portavoz del parlamento. John Pym, parlamentario por Tavistock, rápidamente se convirtió en una figura protagonista del debate; su largo discurso el 17 de abril expresó el rechazo de la Cámara de los Comunes de votar subsidios a menos que se eliminasen los abusos reales. John Hampden, por otro lado, resultaba persuasivo en privado: estaba en nueve comités. La oferta de Carlos de suprimir el Ship Money no impresionó a los miembros del Parlamento. Una marea de peticiones concernientes a los abusos llegaban al Parlamento de todo el país. Impaciente por haber continuado el debate donde se había dejado en 1629, referente a la violación de los privilegios parlamentarios por los arrestos de miembros en 1629, y nervioso por el debate programado sobre la deteriorada situación de Escocia, Carlos disolvió el Parlamento (5 de mayo de 1640) después de sólo tres semanas de actuación. Fue seguido por el Parlamento largo
- Datos: Q1153299